# Мухаммед ибн Абдул-Азиз Аль Сауд
Муха́ммед ибн Абду́л-Ази́з ибн Абдуррахма́н А́ль Сау́д (араб. محمد بن عبد العزيز بن عبد الرحمن آل سعود‎; 4 марта 1910 — 26 ноября 1988, Эр-Рияд, Неджд и Хиджаз) — наследный принц Саудовской Аравии в 1964—1965 годах и губернатор Медины в 1924—1965 годах. Четвёртый сын основателя и короля Саудовской Аравии — Абдул-Азиза Аль Сауда.

## Биография
Родился 4 марта 1910 года в Эр-Рияде. Его мать — Аль-Джаухара бинт Мусаид принадлежала к клану Аль Джилюви, боковой ветви династии Аль Сауд, чьи представительницы часто вступали в брак с представителями королевской ветви рода. У него был единственный кровный младший брат — Халид (1913—1982), будущий король страны (1975—1982).
С 1924 по 1965 годы был губернатором Медины.
В 1934 году принимал участие в Саудовско-йеменской войне.
В 1937 году представлял отца со сводным братом принцем Саудом в Лондоне на коронации Георга VI и его жены Елизаветы.
14 февраля 1945 года вместе с отцом и братом Мансуром был на встрече с президентом США Франклином Рузвельтом. В феврале того же года вместе с дядей Абдаллой и отцом присутствовали на встрече с британским премьер-министром Уинстоном Черчиллем в Египте.
В январе 1962 года сопровождал короля Сауда во время его визита в США.
В первые месяцы правления короля Фейсала (1964—1965) был кронпринцем, но под давлением короля был вынужден уступить трон своему кровному младшему брату Халиду. Мухаммед слыл самым богатым человеком во всей королевской семье.
15 июля 1977 года была казнена его внучка Мишааль бинт Фахд Аль Сауд по обвинению в прелюбодеянии.
До самой своей смерти 26 ноября 1988 года он оставался близким советником королей Халида и Фахда.
В его честь назван аэропорт принц Мухаммед ибн Абдул-Азиз в Медине.

## Семья
У него было 5 жён и неизвестное количество наложниц в его гареме, и по разным данным 25, 27 или 29 детей.
Его старший сын, принц Фахд (1930—2015)— отец казнённой принцессы Мишааль, был членом семейного совета Аль Сауд для решения личных вопросов.
Другой сын, принц Бандар (1934—2014) умер в 2014 году в возрасте 79 лет. 
Ещё один сын, принц Бадр — член Совета Верности.
Следующий сын, принц Абдул-Азиз — отец принца Мухаммада, заместителя губернатора провинции Джизан (май 2017—наст.время).
Одна из дочерей, принцесса Аль-Ануд была женой его племянника Халида ибн Сауда Аль Сауда, командующего Национальной Гвардией.